# Teatro Albatros
Il Cinema Teatro Albatros è una sala italiana, con sede a Genova.

## Storia

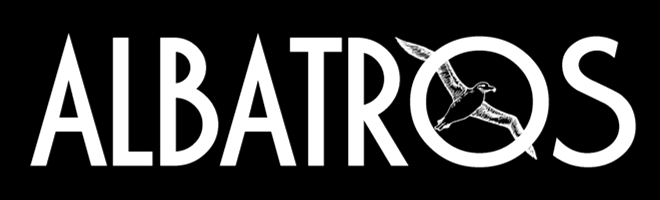
Il logo della sala

Il Teatro Albatros nacque negli anni '60 nel quartiere di Rivarolo di Genova, inizialmente denominato Il Ferroviario per la vicinanza con la stazione ferroviaria omonima e l'organizzazione di eventi dedicati ai dipendenti delle Ferrovie dello Stato. Nei successivi decenni divenne un polo culturale per città e la Val Polcevera.
Dagli anni '90, in particolare, sotto la gestione di Totò Miggiano del Goa-Boa Festival, il teatro si concentrò nell'organizzazione di date di concerti e tournée di gruppi rock e underground nazionali e internazionali. Si tennero al Teatro Albatros le date anticipatorie del festival, e negli anni furono ospitati, fra gli altri, concerti dei Sons of the Desert, Mauro Pagani, Sensasciou, Consorzio Suonatori Indipendenti, Townes Van Zandt, Danko, Marisa Monte, Hawkwind, Pungent Stench, Macabre, Brutal Truth, Dee Dee Ramone, Settore Out, Blindosbarra, Negrita, La Crus, Roberto Ciotti, Extrema, Senzabenza, Flor de Mal, Timoria, Frankie hi-nrg mc, Mick Karn, Casino Royale, Skiantos, Joe Ely, Fluxus, Persiana Jones, Motorpsycho, Carmen Consoli, Blonde Redhead, Detestor, Sadist Diaframma, Marky Ramone, Prozac+, Marlene Kuntz, Le Orme, dEUS, Brand X con Pierre Moerlen nel giugno 1997 fu tappa del tour europeo dei Genesis, nell'aprile 2000 del tour nazionale degli Elio e le Storie Tese, e nel 2011 tappa del tour degli Alphataurus, che nel loro album Prime Numbers inserirono il brano Claudette, registrato in occasione di quel concerto.
Fra il 2000 e il 2001, grazie al contributo di Regione Liguria e Provincia di Genova, il Teatro Albatros fu ristrutturato e affidato per dieci anni alla Compagnia teatrale I Carrogê, che sviluppò prevalentemente un cartellone dedicato alla tradizione teatrale in lingua genovese. A partire dal 2011, dopo un ulteriore intervento di adattamento, il teatro fu adeguato a sala cinematografica digitale 4K, dividendo le attività fra le proiezioni cinematografiche, l'organizzazione di concerti, eventi e conferenze, e operando anche come arena estiva.
Nel 2014 la sala è stata intitolata a Giorgio Garré. Nel 2018 la sala ha inaugurato una rassegna cinematografica in lingua spagnola, specificamente dedicata alla comunità latina cittadina. Nel 2022 il teatro è stato sede del Premio Nazionale Piero Massa.

## Descrizione
La sala principale, ristrutturata nel 2001 e adeguata alla proiezione cinematografica digitale nel 2011, dispone di 313 posti: 194 in platea, 111 in galleria, 8 piazzole per disabili.

## Cartellone
La sala cinematografica propone prime visioni e riproposizioni delle uscite principali della stagione.
Opera inoltre come sala teatrale, per l'organizzazione di eventi, conferenze culturali, spettacoli e concerti.